# Zaplethocornia robustor
Zaplethocornia robustor är en stekelart som beskrevs av Dmitriy R. Kasparyan 2007. Zaplethocornia robustor ingår i släktet Zaplethocornia och familjen brokparasitsteklar. Inga underarter finns listade i Catalogue of Life.